# AKB48單獨與集團國立競技場春季演唱會
AKB48單獨與集團國立競技場春季演唱會〜在這裡丢掉全部回忆向前衝！〜（日語：AKB48単独&グループ 春コン in 国立競技場〜思い出は全部ここに捨てていけ！〜）是AKB48及其姊姊團體於2014年3月29日至30日於國立霞丘陸上競技場舉辦的兩場室外演唱會，但因活動第二天遇到大雨被迫取消，而只有AKB48單獨演出的第一天行程如期演出。

## 概要
在2013年12月17日于日本武道館举办的第3届AKB48红白对抗歌合战中，发表了将要举办这场演唱会的消息，而在2月25日的售票公告中则公布了演唱会的标题为单曲《勇往直前》中的一句歌词“丢掉回忆向前衝！”（思い出は全部ここに捨てていけ！）。
第二日由全48集團的成員參加演出的場次因当日预报的天气情况过于糟糕而在开演前叫停，而预定于当场演出举行的大岛优子毕业典礼也不得不延期，改為在AKB48第37張單曲選拔總選舉的翌日（6月8日）在味之素球場舉行。

## 3月29日

### AKB48

#### 演出概要
- 开场/开演时间：13:00/16:00

#### 曲目
- 幕前播报：高桥南

1. 《overture》
2. 《化作滚石吧》（転がる石になれ） - 全員
3. 《First Rabbit》（ファースト・ラビット） - 全員
4. 《想见你》（会いたかった） - 全員
5. 《Everyday、髮箍》（Everyday、カチューシャ） - 全員
6. 《重力共鸣》（重力シンパシー） - 全員
7. 《偶像的黎明》（アイドルの夜明け） - Team B
8. 《初日》 - Team B
9. 《昵称Fantasy》（呼び捨てファンタジー） - Team B
10. 《正在恋爱中》（ただいま 恋愛中） - Team A
11. 《Only today》 - Team A
12. 《BINGO!》 - Team A
13. 《青春女孩》（青春ガールズ） - Team K
14. 《最终钟声鸣响》（最終ベルが鳴る） - Team K
15. 《男友制作法》（ボーイフレンドの作り方） - Team K
16. 《熊布偶》（くまのぬいぐるみ） - Team 4
17. 《可以做你的女友吗?》（彼女になれますか?） - Team 4
18. 《手牵手》（手をつなぎながら） - Team 4
19. 《勇往直前》（前しか向かねえ） - 全員
20. 《GIVE ME FIVE!》 - 全員
21. 《Baby! Baby! Baby!》 - 研究生
22. 《因为喜欢你》（君のことが好きだから）
23. 《你与彩虹与太阳》（君と虹と太陽と）
24. 《我的YELL》（僕のYELL）
25. 《Confession》 -  大岛优子、松井珠理奈、仓持明日香、岛田晴香
26. 《对不起 我的宝石》（ごめんね ジュエル） - 大岛优子、渡边美优纪、岛崎遥香、川荣李奈
27. 《心端的沙发》（心の端のソファー） - 大岛优子、梅田彩佳、藤江丽奈（藤江れいな）
28. 《从背后紧紧相拥》（背中から抱きしめて） - 大岛优子、柏木由纪、小嶋阳菜、峯岸南、渡边麻友、横山由依、高桥南（高橋みなみ）
29. 《妳正在看着夕陽嗎？》（夕陽を見ているか？）- 同上（松井珠理奈、梅田彩佳、島田晴香、渡边美优纪、藤江丽奈、島崎遥香从中间加入）
30. 《AKB盛典》（AKBフェスティバル）
31. 《飛機雲》（ひこうき雲）
32. 《淚中帶笑》（泣きながら微笑んで） - 大島優子
33. 《Maybe是藉口》（言い訳Maybe） - Team A
34. 《一直 一直》（ずっとずっと） - Team A
35. 《Lucky Seven》（ラッキーセブン） - Team 4
36. 《清純哲學》 - Team 4
37. 《誠實的人》（オネストマン） - Team B
38. 《我們的紙飛機》（僕たちの紙飛行機） - Team B
39. 《RESET》 - Team K
40. 《洄遊魚的容積》（回遊魚のキャパシティ） - Team K
41. 《AKB48》
42. 《大聲鑽石》（大声ダイヤモンド）
43. 《UZA》 - 選抜16人
44. 《掌心語》（掌が語ること） - 全員
45. 《仲夏的Sounds good!》（真夏のSounds good！）
46. 《飛翔入手》（フライングゲット）
47. 《再見自由式》（さよならクロール） - 全員
48. 《馬尾與髮圈》（ポニーテールとシュシュ） - 全員
49. 《格子花紋》（ギンガムチェック） - 全員
50. 《無限重播》（ヘビーローテーション） - 全員
51. 《櫻花的花瓣們》（桜の花びらたち） - 全員

安可曲
1. 《拉布拉多尋回犬》（ラブラドール・レトリバー） - 單曲選拔組
2. 《少女們》（少女たちよ） - 全員
3. 《After rain》- 全員
4. 《想見你》 - 全員、特別嘉賓NINETY-NINE
5. 《戀愛的幸運餅乾》（恋するフォーチュンクッキー） - 全員